# إريك غانيه
إريك غانيه هو لاعب كرة قاعدة كندي، ولد في 7 يناير 1976 في مونتريال في كندا.

## وصلات خارجية
- إريك غانيه على موقع دوري كرة القاعدة الرئيسي (الإنجليزية)
- إريك غانيه على موقعبيزبول رفرنس.كوم (الدوري الرئيسي) (الإنجليزية)
- إريك غانيه على موقعبيزبول رفرنس.كوم (الدوري الثانوي) (الإنجليزية)
- إريك غانيه على موقع إي إس بي إن.كوم (أم.أل.بي) (الإنجليزية)
- إريك غانيه على موقع مشجعي الرسوم البيانية (الإنجليزية)